# コーディ・ローデス
コーディ・ローデス（Cody Rhodes、1985年6月30日 - ）は、アメリカ合衆国の男性プロレスラー。
本名、コーディ・ギャレット・ラネルズ・ローデス（Cody Garrett Runnels Rhodes）、ケンタッキー州ルイビル出身。WWE所属。
父は「アメリカン・ドリーム」で知られる名レスラーのダスティ・ローデス、ダスティン・ローデスは異母兄になる。妻はWWEでリングアナウンサーを務めた経験があるブランディ・ローデス。
英語圏では名前をローズと発音するのが一般的だが、本項では以降、日本でよく知られている名前のローデスを使用する。
「アメリカン・ナイトメア」のニックネームを持つ。

## 来歴

### WWE

#### キャリア初期
2006年8月にWWEとディベロップメント契約を結び、OVWに送り込まれる。早くに南部タッグ王座を獲得し、2007年2月には、ポール・バーチルからOVWヘビー級王座を奪取した。3月31日に行われた父親のWWE殿堂入り表彰式に出席。リングネームを父親に合わせてコーディ・ローデスに変更。7月2日、RAWにてダスティの紹介で初登場。父と共にランディ・オートンと抗争を展開。
2007年10月、ハードコア・ホーリーとタッグを組んで活動。12月、RAW15周年大会ではWWE世界タッグ王座を獲得した。

#### 2008年 - 2010年

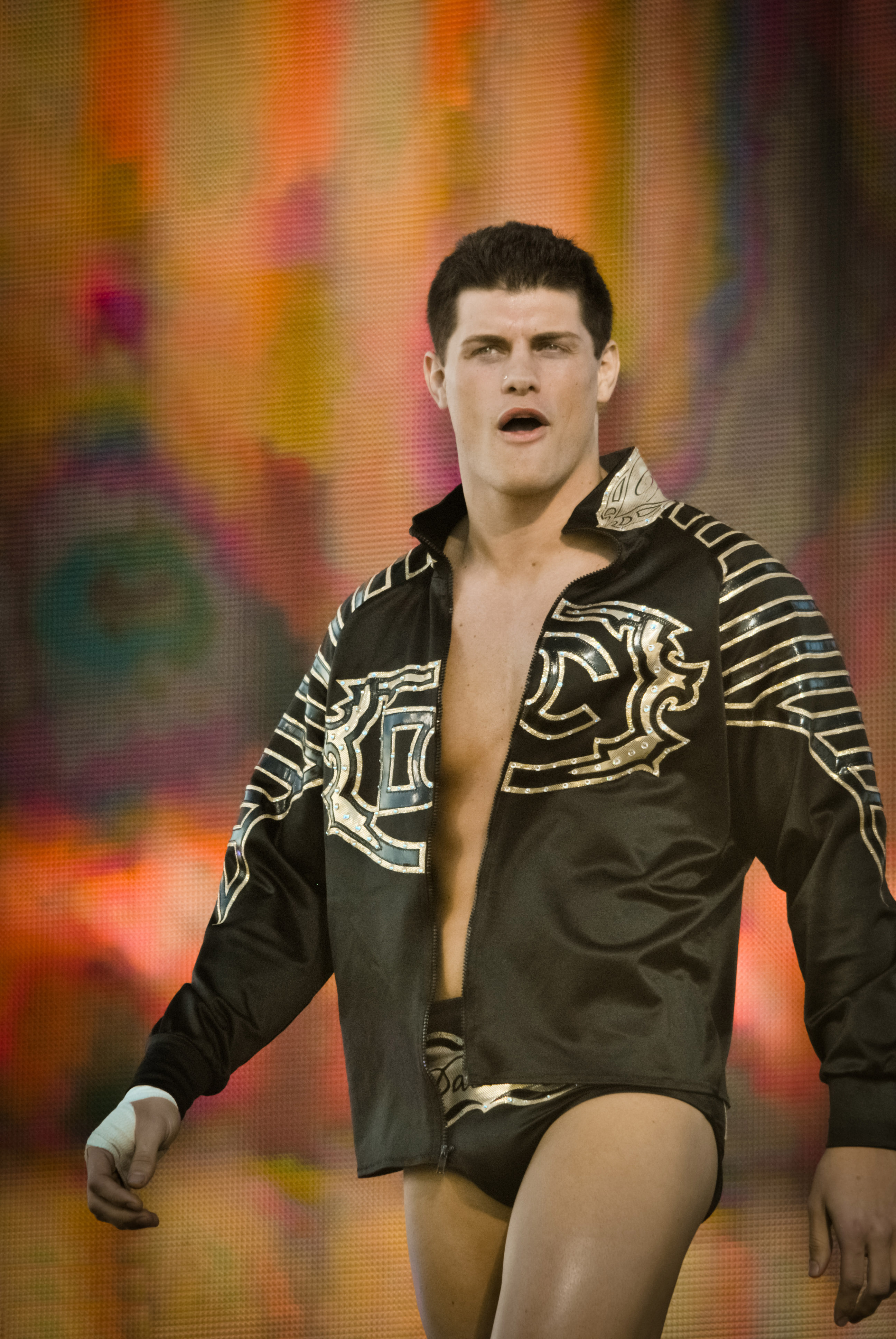
2010年、Tribute to the Troops

2008年6月、WWE Night of Champions 2008ではテッド・デビアス・ジュニアとミステリアスパートナーとの対戦が決定。PPV当日には実はコーディがテッド・デビアス・ジュニアのパートナーであることが発覚。ハードコア・ホーリーを裏切り一瞬の隙を突いてDDT放ちデビアスにフォールさせ、異例な形ながら自身にとって2度目の世界タッグ王座を獲得した。この出来事によって、ヒールターン。7月、RAWにてジョン・シナ&バティスタ組と対戦し王座陥落する。しかし翌週のRAWで再度シナ&バティスタ組と対戦し、相手側の内輪揉めを利用し三度目の世界タッグ王座を獲得した。このタッグ王座は後にCMパンク&コフィ・キングストンに奪われる。タッグパートナーのテッド・デビアス・ジュニアがランディ・オートンに襲撃され欠場したことからオートンとの抗争が始まるかと思われたが、同じく二世レスラーのマヌと共にオートンの誘いを受け"レガシー"の一員となった。さらにシム・スヌーカもレガシーに加わる。
2009年、レガシーはオートン、デビアス、ローデスの3人体制となった。以降は試合に乱入し抗争相手を襲撃するなど、デビアスと共に主にオートンのサポートとして活動していた。デビアスと共にトリプルHの王座獲得を阻んでいたため、トリプルHと抗争をしていた。その後トリプルHが休場していたショーン・マイケルズを呼びよせD-ジェネレーションXを再結成したためDXと抗争を繰り広げる。DXとの抗争終了後はレガシーのリーダーであるオートンとの関係が徐々に険悪なものとなる。そして2010年3月28日のレッスルマニア26でトリプルスレット形式でオートンと戦うがオートンのパントキックを浴び、デビアスと共にオートンに敗れる。これによりレガシーは完全に解散となった。4月末の追加ドラフトによりSmackDown!へ移籍。NXTシーズン2ではハスキー・ハリスを指導するプロとして登場している。
SmackDown!移籍後、ディーヴァによる最もハンサムな男投票でジョン・シナなどを退けて1位に輝き、この後からナルシストキャラになり、リングネームを"ダッシング" コーディ・ローデスに改める。その後"グルーミング・ティップス（自分磨きのヒント集）"というコーナーを持つ。その後からドリュー・マッキンタイアと共に行動。9月19日、ナイト・オブ・チャンピオンズではタッグチーム・ターモイル形式のWWEタッグ王座戦にマッキンタイアと共に出場し、マーク・ヘンリー & エヴァン・ボーンを破り、王座を獲得する。10月24日、ブラッギング・ライツでジョン・シナ & デビッド・オタンガに敗れ、王座を失う。王座陥落後のスマックダウンでは王座再冠を目指しビッグ・ショー＆コフィ・キングストン組と対戦したが終盤にマッキンタイアに見捨てられて敗北。試合後のバックステージでも口論になりタッグを解散した。11月、2年ぶりに開催されたキング・オブ・ザ・リングトーナメントでは予選でレイ・ミステリオを破るが、1回戦でジョン・モリソンに敗れた。

#### 2011年

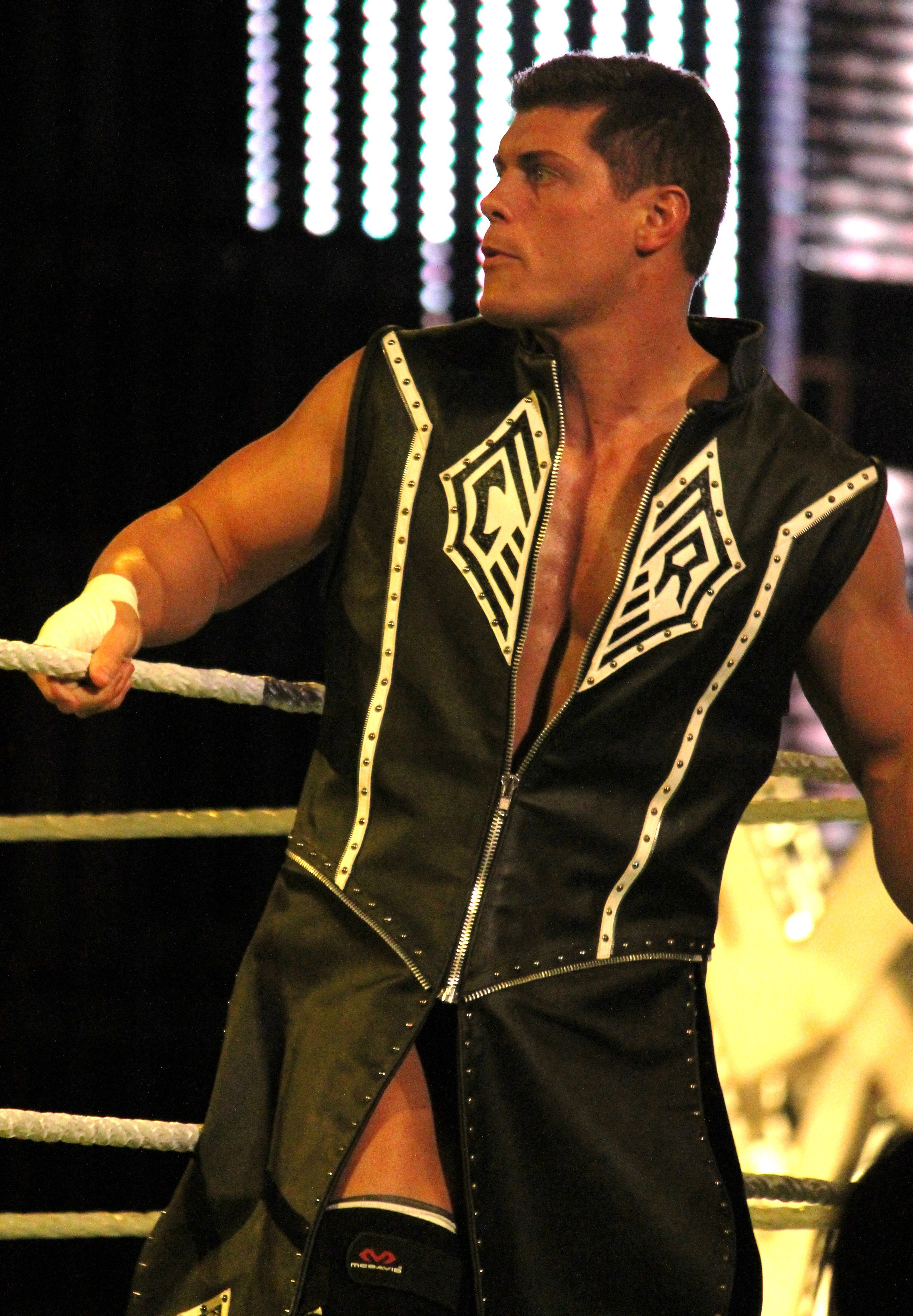
2014年

2011年1月14日、ミステリオ戦でヒザ当てが剥き出しになったヒザで顔に619を決められて鼻を骨折、戦線離脱。
レッスルマニア直前に復帰するが昔のような男前では無くなったと顔にプロテクトマスクを着用。ミステリオに対して自慢の顔を壊された上にロイヤルランブルやエリミネーション・チェンバーの欠場を余儀なくされた事を激しく非難し謝罪を要求した。この状況を見かねたコーディの父ダスティ・ローデスが和解の場を設けるが結局ローデス親子が裏切りミステリオのマスクを剥ぎ取ってしまい抗争が激化しレッスルマニアでの一騎討ちにまで発展した。この頃から入場曲が暗い曲調にアレンジされ顔を直視されることを嫌がりスーツを着たまま試合したり硬いプロテクトマスクで頭突きを見舞うなど異常な片鱗を見せた。WrestleMania XXVIIでは因縁の発端となったミステリオのニーブレスを奪って奇襲し必殺技のクロスローズへつなげ勝利した。
スマックダウンに移籍後、8月9日のスマックダウンにてエゼキエル・ジャクソンからWWE・インターコンチネンタル王座を奪取した。奪取したのを機にクラシックベルトを復活させている。同時期には、全ての人間の醜さを隠すためと称し、目、鼻、口の部分に穴のあいた紙袋を、係員に配らせるようになる。さらには、自分が倒した対戦相手にも被せている。そしてランディ・オートンとの抗争中に試合の途中でマスクを剥ぎ取られ素顔に戻した。オートンとの抗争を継続しつつ、ウェイド・バレットとタッグを組んで活動することもあった。

#### 2012年 - 2013年

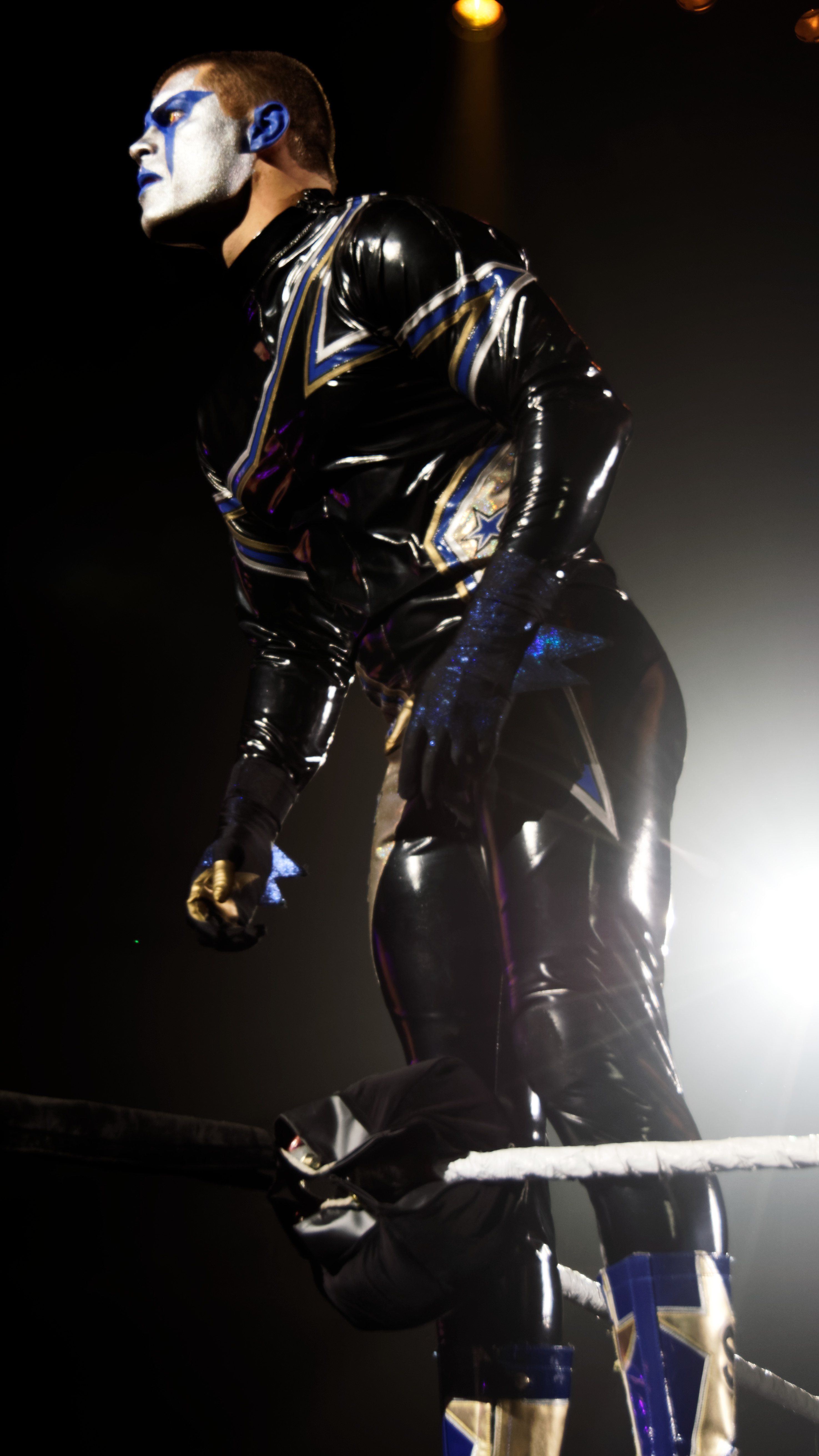
2015年、スターダスト時代

2012年、ロイヤルランブルにてバレットと共にビッグ・ショーを脱落させたことからショーとの抗争に入り、王座戦や王座挑戦権でことごとく彼を阻み、さらにレッスルマニアでの負けシーンや出場できなかった時の映像を次々と流してバカにし、「大舞台に弱い」と評したことで、WrestleMania 28にてIC王座戦が組まれることとなり、結果は王座陥落。翌RAWにて、コフィ・キングストンとの試合中、ビッグ・ショーによりその負けシーンを映像で流されてしまい、さらに試合にも負けた。続くエクストリーム・ルールズのテーブルマッチにて、運良く王座を奪い返すことに成功。しかし、US王者であるサンティーノ・マレラに敗れ、次のPPVオーバー・ザ・リミットでは怪我から復帰した古豪クリスチャンに敗れ、またしても王座を失った。
9月24日、RAWにてタッグ王者のチーム・ヘル・ノー（ケイン & ダニエル・ブライアン）に対抗すべく、ダミアン・サンドウをパートナーに迎え、ローデス・スカラーズなるタッグチームを結成。タッグ王座挑戦権を賭けたトーナメントで優勝し、ノンタイトルマッチでヘル・ノーから勝利。またTLCの第一挑戦者決定戦によるテーブルマッチで勝利するなどして（相手はシン・カラ & ミステリオ）、ヘル・ノーと王座戦を数度行ったもののいずれも敗戦し、ローデス・スカラーズを解散となるが、サンドウとはすぐに復縁した。
2013年、シングルとタッグの両面で活動するも、7月にマネー・イン・ザ・バンクにてサンドウの裏切りに遭い勝利を逃した。さらにサンドウの侮蔑的な態度に怒り、彼を襲撃。さらにマネーのカバンまでも奪うなどしてベビーターンした。9月2日、COOであるトリプルHのやり方を批判する発言をしたことで、自身の解雇を賭けたオートン戦を命じられ敗戦、ギミック上でWWE解雇となる。それを受け、ゴールダストやダスティをも巻き込んでトリプルHやザ・シールドと抗争。10月、バトルグラウンドで再雇用を賭けた試合を行うこととなり勝利した。10月14日、RAWでビッグ・ショーの介入も有りシールドを撃破。WWEタッグ王座を獲得。

#### 2014年 - 2016年
6月、Payback 2014にて兄とのタッグ解消を公言。翌日のRAWにて代わりのパートナーを探すと宣言。6月16日のRAWにてスターダスト（Stardust）なるゴールダストの外見を模倣したギミックへと変更。
ゴールダストとのタッグ戦においてライバクセルに勝利後、ゴールダストとの不思議なやり取りを続けるスキットを続ける。サマースラム2014明け、8月18日のRAWでタッグ王者ウーソズに勝利し、翌週はタッグ王座戦にこぎつけたものの、リングアウト勝ちにより王座を奪えなかった不満から兄共々ヒールターンを果たした。9月、ナイト・オブ・チャンピオンズで王座を取得したが、11月のサバイバー・シリーズにて王座陥落。不調が続き、兄と抗争するまでに至る。ゴールダストの負傷欠場の後、IC王座戦線に加わる等の活動をする。
2016年5月22日、WWEに契約解除を求めて受理され、退団となった。

### インディー団体
WWE退団後、2016年8月19日、ペンシルベニア州を拠点とするEVOLVEのEVOLVE 66に参戦。WWE時代に穿いた事がないロングタイツを着用してザック・セイバー・ジュニアと対戦。最後に新技であるアメリカン・ナイトメアを決めて勝利した。同月25日、ニューヨーク州を拠点とするNEW（Northeast Wrestling）のRumble In Rocklandに参戦。スペシャルレフェリーにリッキー・スティムボートを迎えてブライアン・アンソニーと対戦。最後にアメリカン・ナイトメアを決めて勝利した。9月3日、カリフォルニア州を拠点とするPWG（Pro Wrestling Guerrilla）のトーナメントであるBattle of Los Angeles 2016にエントリー。一回戦ではサミ・キャラハンと対戦。最後にクロスローズを決めて勝利。同月4日、二回戦でマーティー・スカールと対戦。最後に隙を突かれてローブローを喰らい丸め込まれると3カウントを奪われ敗戦した。

### TNA
2016年10月2日、TNAの年間最大PPVであるBound For Glory 2016にてマリア・ケネリス vs ゲイル・キムによるTNA女子ノックアウト王座戦終了後、キムに敗れたマリアを心配して駆けつけた夫であるマイク・ベネットが抗議しているところ会場が暗転、音楽が鳴ると妻のブランディと登場。ベネットと口論を交わすと乱闘となり、ディザスター・キックを決めてリングから追い払った。

### 新日本プロレス＆ROH
2016年12月10日、新日本プロレスのWORLD TAG LEAGUEにてケニー・オメガよりBULLET CLUBの新メンバーとして紹介を受ける。会場のスクリーンよりプロモーションを展開。コーディ・ローデス改め、"アメリカン・ナイトメア" Codyとしてアピールした。
2017年1月4日、WRESTLE KINGDOM 11 in 東京ドームにてジュース・ロビンソンと対戦。終盤にジュースにパワーボムを仕掛けようとしたところを切り返されてパルプフリクションを決められそうになるが、さらに切り返してクロスローズを決めて勝利した。
5月3日レスリングどんたくにてデビッド・フィンレーと対決し勝利を収めると「オレが悪夢を見せてやる」とアピールする。
5月7日 カナダ・オンタリオ州トロント Ted Reeve Arena大会にてベスト・オブ・ザ・スーパー・ジュニアに出場予定のウィル・オスプレイと対決。オスプレイがオスカッターで決めに行こうとするがCodyが空中キック、すかさずにクロスローズで勝利を収めた。
6月11日に行われた大阪城ホール大会にてマイケル・エルガンと対決し勝利。そしてメインイベントであったIWGPヘビー級選手権にてケニーにタオルを投げ入れようとするがBULLET CLUBのメンバーに止められる。最後は王者であるオカダ・カズチカが時間切れにて挑戦者であるケニー・オメガを破るとバックステージにて挑戦表明。
6月23日、ROH主催のBEST IN THE WORLD ローウェル大会初日にてROH世界王座で王者であったクリストファー・ダニエルズに挑戦すると最後はクロスローズを決め新王者になる。
6月24日のBEST IN THE WORLDローウェル大会2日目にて、前王者であるクリストファー・ダニエルズのリベンジマッチでの3本勝負にて1本目は丸め込み、2本目はクロスローズを決め初防衛に成功。
7月1日、G1スペシャル in USA ロサンゼルス大会初日にて、ROH世界王者としてオカダの持つIWGPヘビー級王座に挑戦するが回転式ツームストン・パイルドライバー→レインメーカーと畳み掛けられ敗北。試合中にケニー・オメガがタオルを持って入ってくるが妻であるブランディ・ローデス、ヤング・バックスが止めに入りタオルで汗とお尻を拭いてケニーに投げつける場面が見られた。
8月19日、ROH War of The Worlds UKリバプール大会にてROH世界王座を賭けてロス・インゴベルナブレス・デ・ハポンのSANADAを相手にSkull Endをクロスローズで切り返すと2度目の防衛に成功する。試合後、ダルトン・キャッスルが挑戦表明をするが翌日行われたROH世界6人タッグ王座 キャッスル＆ボーイズVSハングマン・ペイジ＆ヤング・バックス戦で負傷してしまい、Codyはオープンチャレンジを行い1通のビデオレターの人物が鈴木みのるだった事から9月の防衛戦の相手となった。
9月23日、ROH Death Before Dishonorラスベガス大会にて鈴木みのると3度目の防衛戦を行う。スリーパーホールドに苦しめられたものの最後はクロスローズで3度目の防衛に成功。リングに倒れているみのるに自身の指輪をキスさせた。
9月24日、ROHのTV収録にてROHと正式契約をする。
10月14日、新日本プロレスとROHの共同主催であるGlobal Wars コロンバス大会にて新日本プロレス本隊のKUSHIDAを相手に4度目の防衛戦を行い防衛を果たす。
10月20日、ROH フィラデルフィア大会にてCodyは今夜ROH世界王座戦を行うと発言。そして自身が素晴らしい挑戦者を見つけてきたと言いライアン・ノヴァを相手に5度目の防衛戦を行いクロスローズを決めるもののフォールには行かずにアメリカン・ナイトメアでギブアップ勝ちを収めた。試合後、ダルトン・キャッスルが入ってくると口論に発展。最後はキャッスルがバン・ア・ランを決めCodyのROH世界王座を奪うと宣言した。
10月28日、ROH Soaring Eagle Cup SEカップ1回戦にてクリストファー・ダニエルズと対決するが15分時間切れにより引き分け。Codyは5分の延長を求めるがダニエルズがそれを断り両者敗退となった。
11月5日、大阪大会にてIWGPインターコンチネンタル王者である棚橋弘至に挑戦し敗れた飯伏幸太のバックステージに姿を現し1月4日レッスルキングダムの相手として一方的に指名した。後日、レッスルキングダムの対戦カードとしてROH世界王座選手権試合Cody VS 飯伏幸太のカードが組まれた。
11月11日、ROH ELITE フォートローダーデール大会にて突如挑戦表明をしたロッキー・ロメロを相手に6度目の防衛に成功。
11月17日、SURVIVALOF THE FITTEST 初日サンアントニオ大会にて5対4のハンディキャップ戦にてケニー・オメガ、ヤング・バックス、俳優でありCodyの親友であるスティーヴン・アメル（特別参戦）と組みアディクション、フリップ・ゴードン、スコーピオン・スカイと対戦。最後はアメルとニックが飛びインディテイカー、メルツァードライバーを決めて勝利。
11月18日、SURVIVALOF THE FITTEST ダラス大会にてクリストファー・ダニエルズを相手にテキサス・デスマッチ（10カウント以内に起き上がれないと負けになるルール）にてダニエルズがリング上の机に火をつけるものの雪崩式パワーボムを食らい背中に火傷を負ったダニエルズが10カウント以内に起き上がれずにCodyの8度目の防衛が成功した。
12月9日 WORLD TAG LEAGUE優勝決定戦が行われる今治大会にてマーティ・スカルと組みKUSHIDA＆飯伏幸太組とのタッグマッチが行われ飯伏に場外まで連れだされると入口ゲートでクロスローズを決めるとスカルがKUSHIDAにパウダーを投げつけ首固めで勝利した。
12月15日 ROH最大興行  FINAL BATTLE  ハマースタイン・ボールルーム大会にてメインイベントのROH世界王座戦にてダルトン・キャッスルと対決。ディザスター・キック、クロスローズを決めるがカウント3は決まらず最後はキャッスルのバン・ア・ランを食らい9度目の防衛を失敗した。それにより、レッスルキングダムでのROH世界王座選手権試合のCody VS 飯伏幸太はスペシャルシングルマッチに変更された。
2018年1月28日、ケニー・オメガVSジェイ・ホワイトとの挑戦権試合後にケニーと口論。ペイジと共にケニーを襲撃するが、飯伏幸太が駆け付け退散。これにより、ケニー派とコーディ派の内部分裂が生じる。
7月8日（アメリカ時間では7月7日）、サンフランシスコ大会のメインイベントでIWGPヘビー級王者となったケニーと対戦。事実上のTLCマッチとなった試合に敗北したものの、互いがそれぞれ健闘し、和解。試合後にタマ・トンガ、タンガ・ロア、キング・ハクから奇襲を受け、これにより、ケニー派の「ELITE」に加入する。
9月1日、シカゴに於いてNWA世界ヘビー級王者：ニック・オールディスに勝利し、第131代王者となった。
コーディは当時を振り返り「素敵な時間だった。俺にとってとても良い場所だったよ。俺たちは確かにプロレス界を変え、競技者としても人間としても成長できた。」と語る。

### AEW
2019年1月1日、YouTubeシリーズ「Being the Elite」において、AEWの設立と旗揚げ戦「Double or Nothing」の開催を発表。
翌週の8日にマット、ニックと共に副社長に就任した。
旗揚げ戦「Double or Nothing」にて、異母兄ダスティンと対戦し勝利。
「All Out」にて行われたAEW世界王座挑戦者決定戦に勝利し、王者のクリス・ジェリコと抗争。王座戦を前に自身の盟友達と共に、ジェリコ率いるインナーサークルと一進一退の攻防を演じる。そして、「Full Gear」にて行われた王座戦でセコンドについたMJFが突如裏切り、奪取に失敗。MJFとの抗争に入り、「Revolution」にて直接対決を行うも敗北する。
2020年4月8日から行われたAEW TNT王座トーナメントに参加。5月23日に行われた決勝戦でランス・アーチャーに勝利し、初代TNT王者に輝いた。
2020年8月22日のdynamite通常放送にて、ブロディ・リーに敗北し、TNT王座を手放す。
2020年10月7日のdynamite通常放送にて、再びブロディ・リーから同王座を奪還。
2020年11月7日の｢Full Gear｣においてダービー・アリンの丸め込みにスリーカウントを喫し敗北。TNT王座を再び手放すことになる。

### WWE復帰後
2022年3月18日（現地時間）、WWEへ復帰する可能性が報じられた。
4月2日（現地時間）、テキサス州ダラス「WWE WrestleMania 38」に登場した。
セス･フリーキン･ロリンズと対戦し、クロスローズで勝利を収めた。その後、ロリンズと抗争を繰り広げるがトレーニング中に怪我を負い、活動を一時休止する。
2023年1月28日、ロイヤルランブル2023にて30番目に入場。グンターを下して優勝を果たす。
4月2日、レッスルマニア39のメインイベントでロマン・レインズが保持するWWE王座とWWEユニバーサル王座の統一王座に挑戦。善戦するが、ソロ・シコアの介入などもあり敗北を喫した。この頃から決めセリフとして「finish the story」（物語を終わらせてやる）を使うようになる。
2024年1月28日、ロイヤルランブル2024にて15番目に入場。昨年11月のサバイバー・シリーズにて復帰したCMパンクを下し優勝した。2連覇達成はストーン・コールド・スティーブ・オースチン以来26年振り、史上4人目の快挙となる。
4月6日、レッスルマニア40Day1のメインイベントでセス･ローリンズとタッグを組み、ロマン･レインズとザ・ロック組に挑むも、自身がピンフォールを奪われ敗戦した。それにより翌日のレインズ戦はnoDQのブラッドラインルールで行われることとなった。
翌日Day2のメインイベントで、ロマン･レインズの持つ統一WWEユニバーサル王座に挑戦。試合途中のジミー・ウーソ、ソロ・シコア、ザ・ロックらによる介入はジェイ・ウーソ、ジョン・シナ、セス・ローリンズ、ジ・アンダーテイカーらが阻止。最後はクロスローズでピンフォール勝ちし、悲願の最高峰王座獲得。レインズに1年越しのリベンジを果たした。
2024年8月、サマースラムのメインイベントでソロ・シコアに勝利し、王座防衛に成功した。31日のバッシュ・イン・ベルリンにてケビン・オーエンズに勝利し、王座防衛に成功した。10月、バッドブラッドのメインイベントでローマン・レインズと組み、ソロ・シコア&ジェイコブ・ファトゥ組と対戦。ローデス組は勝利を収めている。11月、クラウン・ジュエルでは統一WWE王者として世界ヘビー級王者グンターとの王者対決に挑んだ。試合はローデスが隙をつき押さえ込みで3カウントを奪い、初代クラウン・ジュエル王者を獲得した。
2025年2月、ロイヤルランブル大会でケビン・オーエンズとのラダー戦に勝利し、統一WWE王座を防衛した。レッスルマニア41でジョン・シナに敗れて王座陥落。5月24日のサタデー・ナイト・メイン・イベントで電撃登場し、レッスルマニア41以来の登場。6月のマネー・イン・ザ・バンクではジェイ・ウーソと組み、ローガン・ポール、ジョン・シナ組を撃破。6月13日（日本時間14日）のSMACK DOWNで行われたキング・オブ・ザ・リングの予選で勝利。6月28日に行われたナイト・オブ・ザ・チャンピオンズでランディ・オートンを下し、キング・オブ・ザ・リング・トーナメントを制し、キングになる。
同年のサマースラムでジョン・シナを相手にWWE王座 (世界ヘビー級)を奪還。
サマースラム後のスマックダウンでドリュー・マッキンタイアにより欠場に追い込まれる。

## 得意技

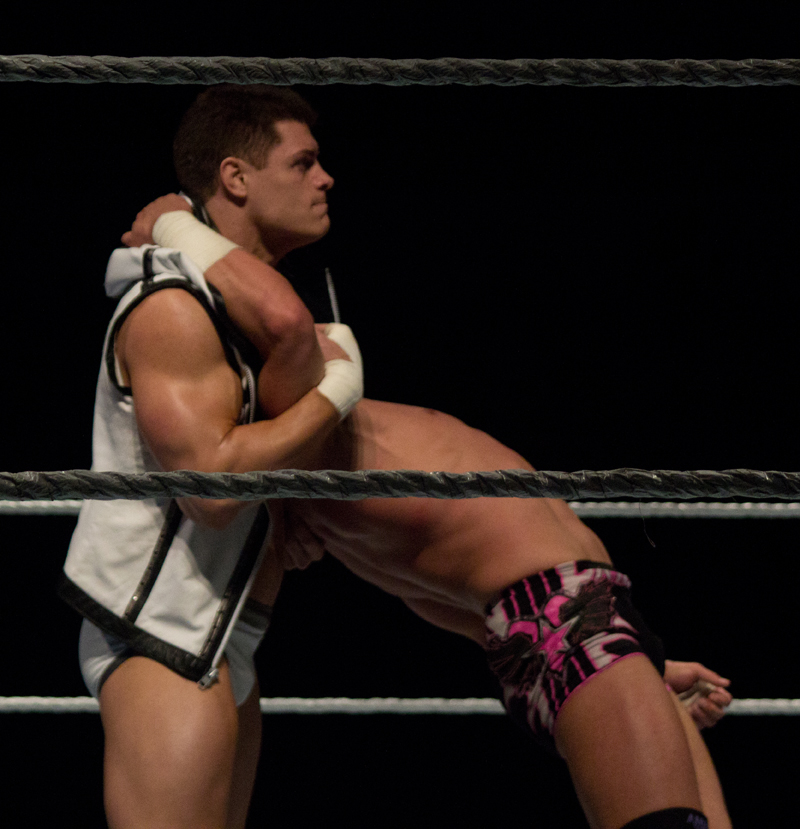
クロスローズに入る体勢

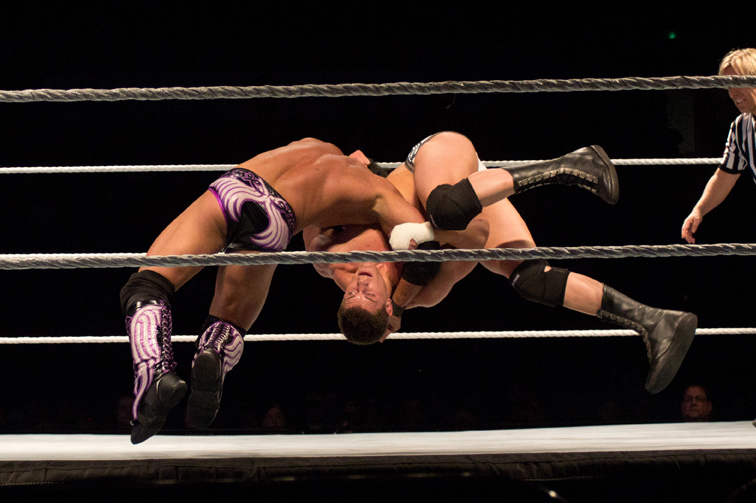
クロスローズ

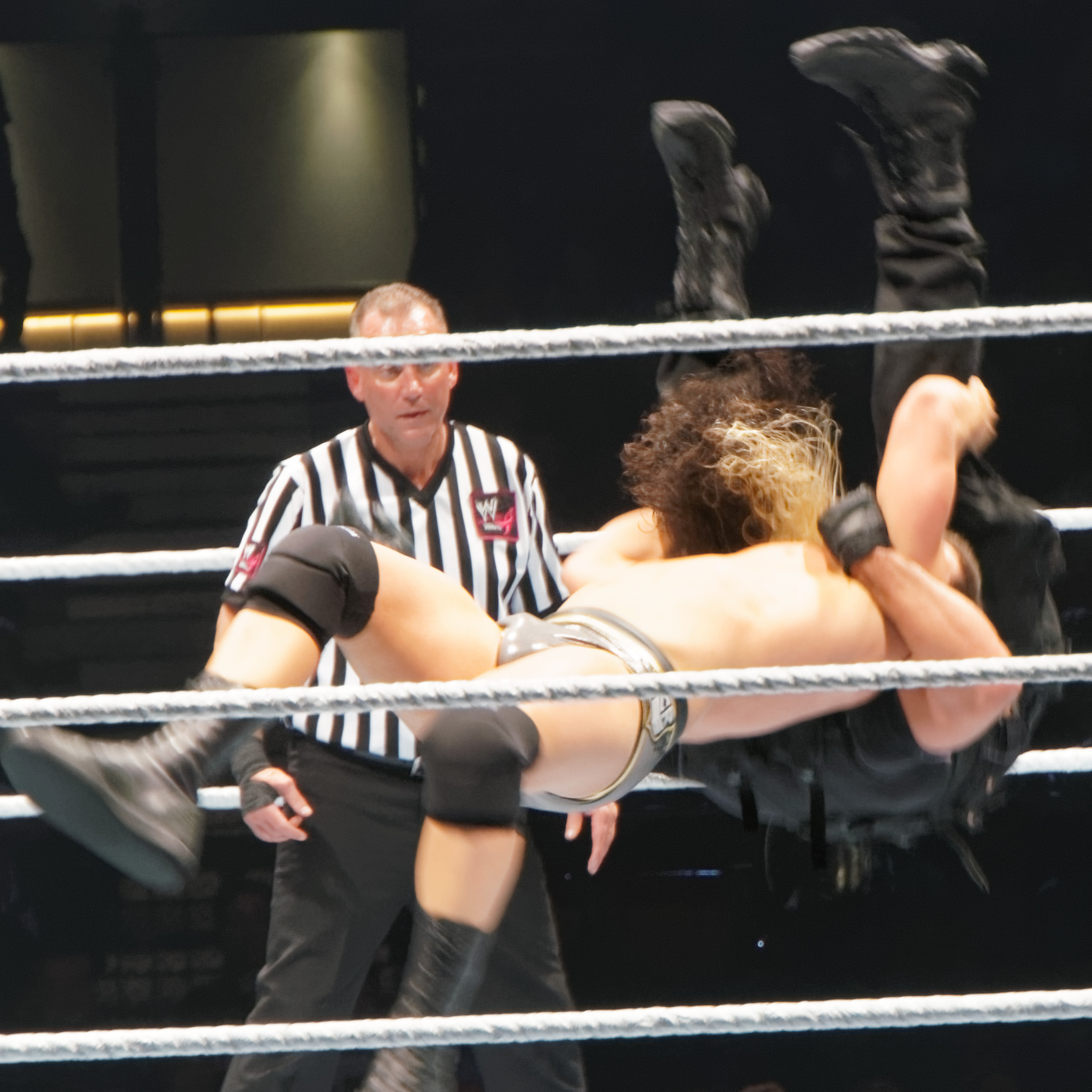
マッスル・バスター

### フィニッシュ・ホールド

クロスローズ
リバースDDTの体勢から体を180゜錐揉み回転した勢いでマットに叩きつけるローリング・カッター。スペルは「Cross Rhodes」と表記。
スターダスト時代はクイーンズ・クロスボウの技名で使用。
ここぞという場面ではしばしば三回連続で放つ。
アメリカン・ナイトメア
WWE退団後から使用している変型足4の字固め。
仰向け状態の相手の股の間に左足で踏み込み、その足を軸に相手の両足をクロスさせ、そのまま横回転して相手をうつ伏せにし、クロスさせた外側の足を自らの右足で押すことで両足を極める変型足4の字固め。
DIN'S FIRE
前傾姿勢の相手の両腕を後ろ向きで捕らえてリバース・ゴリー・スペシャルの体勢で相手を背負う様に担ぎ上げ、そのまま自身は尻餅をついて真っ逆さま（上下逆さま）になった相手の頭上（脳天）から後頭部にマットに叩き落とす。変形リバース・ゴリー・スペシャル・ボム。バータブレイカーと同型。
技名は、「ディンの炎」の意。ゼルダの伝説に出てくる炎の魔法のことで、ゼルダファンを公言するCodyならではのネーミング。
ダイヤモンドダスト
スターダスト時代のフィニッシュムーブ。コーナー上でリバースDDTの体制で相手を捕らえた状態から自らが前方回転してスタナーを決める。
コーディ・カッター
自らロープに向かって走り、セカンドロープに飛び乗りながら背面にいる相手の首に飛びつきダイヤモンド・カッターに移行する。又、自らロープに向かって走り、トップロープに飛び乗りながら背面にいる相手の首を捕らえながらダイヤモンド・カッターを決めるバージョン。相手がトップコーナーに座ってダウンしている状態で自ら、スプリング・ショット式で放つバージョンの３種使用する。
シルバースプーンDDT
デビュー当時のフィニッシュムーブとして使ったスナップDDT。
フィギュア・フォー・レッグロック
タイガードライバー98

### 打撃技
エルボー
エルボー・スタンプ
バック・エルボー
バイオニック・エルボー
相手の顔面に右ジャブを数発放った後、両腕を糸巻のようにくるくる回転させて、そこから右肘を相手の脳天に垂直に打ちつける。
バックハンド・チョップ
チョップ・スマッシュ
ナックルパンチ
アッパー
相手の腹部にトーキックで蹴り上げから相手が前屈みの状態になっている時に自ら仰向けに倒れて下からのアッパーカットで相手の顎に叩き込む技。又はキックで決めるバージョンも時々に使用している。
クローズライン
ドロップキック
バイシクル・キック
ニー・ドロップ
膝を使う技の威力を上げるためニー・パッド（膝当て）を着用しない。
ヘッドバット
WWE所属時、鼻を骨折後に使用。顔面を防護するための硬いマスクを付けた状態で行うため威力が高い。
スーパーキック
ディザスター・キック
セカンドロープを上ってから体を半回転させキックする。場外では、鉄階段を利用して蹴るバージョンも使用。ジョン・モリソンのフライングチャックと同型の技。
技名についてはトッド・グリシャムが命名した。フィニッシャーとして使う時もある。
当初はビューティフル・ディザスターと呼称。
ショルダーアームブリーカー
相手の腕をひねり、相手に背を向けるように立ち自身の肩に取った相手の腕の肘の部分を叩き付ける技。

### 投げ技
スープレックス
スーパープレックス
リバース・ブレーンバスター
雪崩式リバース・ブレーンバスター
スープレックス・フェイス・バスター
滞空式ブレーンバスターの体勢から溜めを作り、前方へ倒れ込み、相手を前面からマットへ叩き付ける。
パワースラム
ロープハング・オーバーDDT
ロープ併用DDT。
リング上で待ち構え、セカンドロープからリングインしようとしている相手に仕掛けることが多い。自ら相手をロープ外に放り込み技をかけている。
ダーク・マター
スナップ式フラット・ライナー。
右足を降り反動を付けて相手を引き倒し相手の顔面を強打させる変形フェイス・バスター。
セカンドロープから使用する場合がある。
マッスル・バスター
キン肉バスター。
モハメド・ヨネの得意技として知られる。
アラバマ・スラム
振り子式スパイン・バスター。
繋ぎ技として多用する。
ハードコア・ホーリーのフィニッシュムーブとして知られる。
ロシアン・レッグ・スウィープ（ラシアン・レッグ・スウィープ）

### 関節技
ボストンクラブ
ハーフボストンクラブ
アンクルロック
通常のアンクルロック、グランド式アンクルロックの２種類を使用。
ニーロック
グラウンド状態で相手の片方の足を「く」の字にしてから、相手の膝と足首のあたりを片足ではさみ、曲がった片足の間に自分の足を通して固めて両足を4の字に組み、自分のいる方向に体重をかけて右足で体重を乗せて相手の膝関節に極める技。
ボー・アンド・アロー・バックブリーカー
バタフライロック

### 飛び技
トペ・スイシーダ
ムーンサルトプレス
フォーリング・スター
場外へのトペ・レベルサ。背面式ボディアタック。
スティンガー・スプラッシュ

### フォール技
スクールボーイ
バックスライド
スモール・パッケージホールド
ジャックナイフ・ホールド
ローリング・クラッチ・ホールド

## タイトル歴
WWE
- WWE王座 : 2回
- 統一WWEユニバーサル王座 : 1回
- WWE IC王座 : 2回

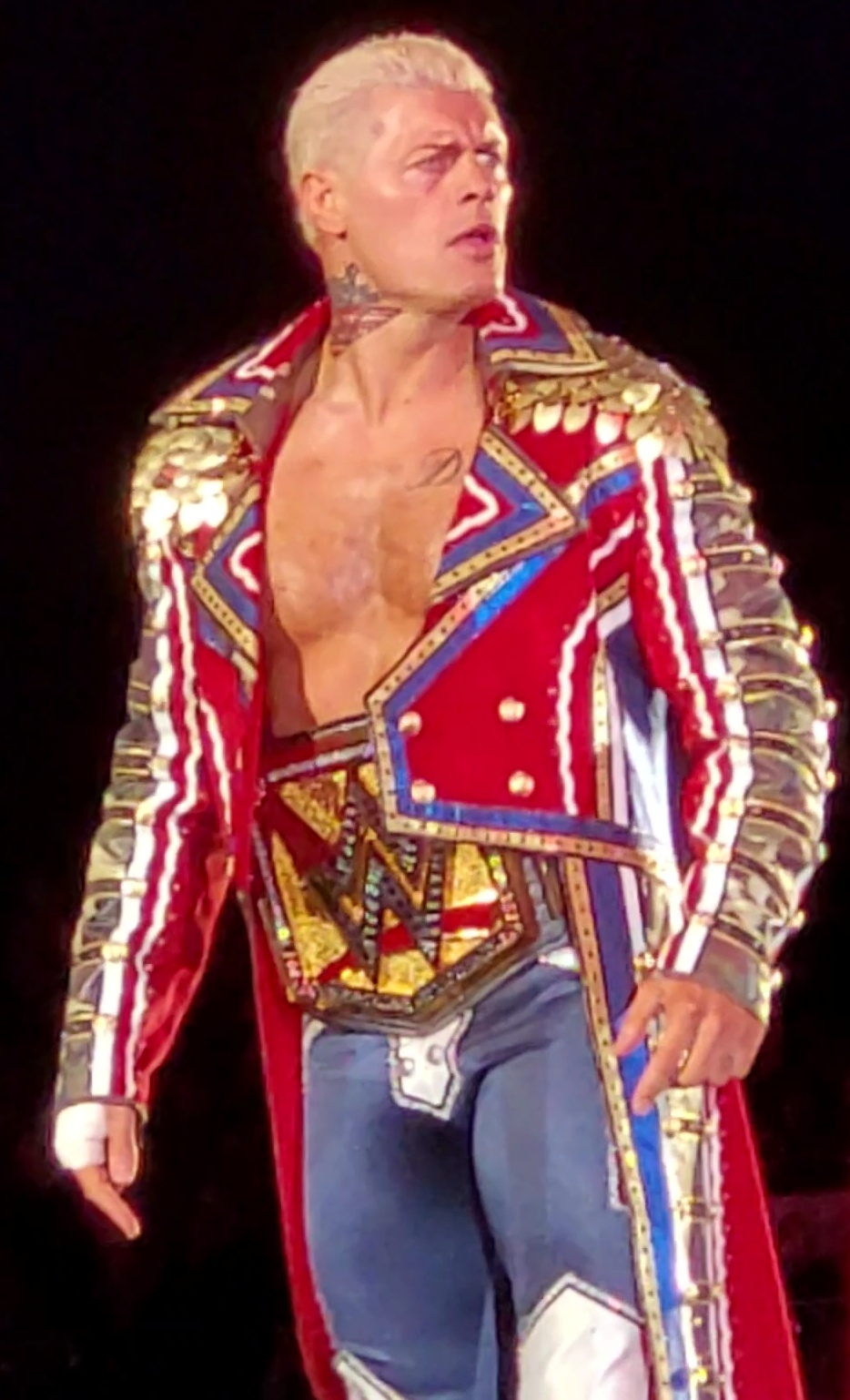
統一WWEユニバーサル王座

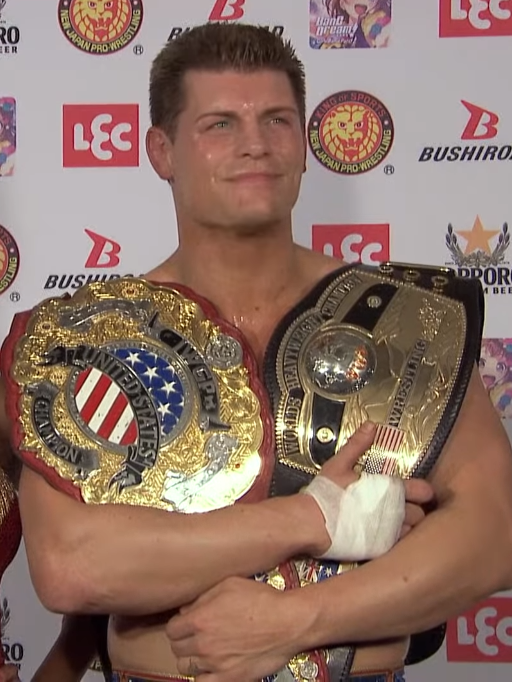
IWGP USヘビー級王座&NWA世界ヘビー級王座の二冠王者

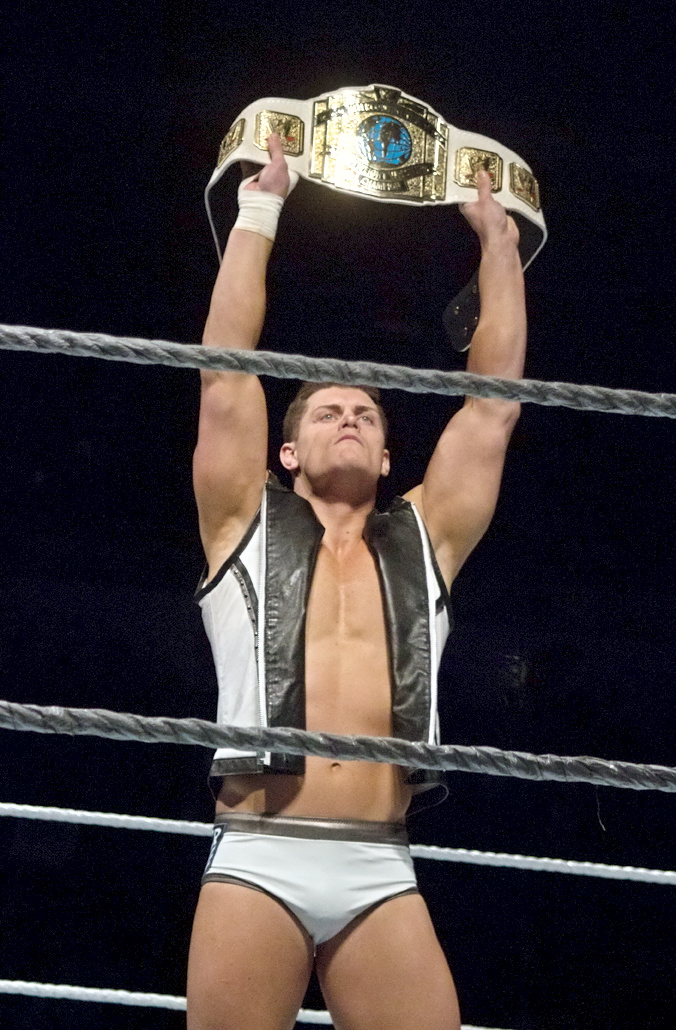
WWE IC王者時代

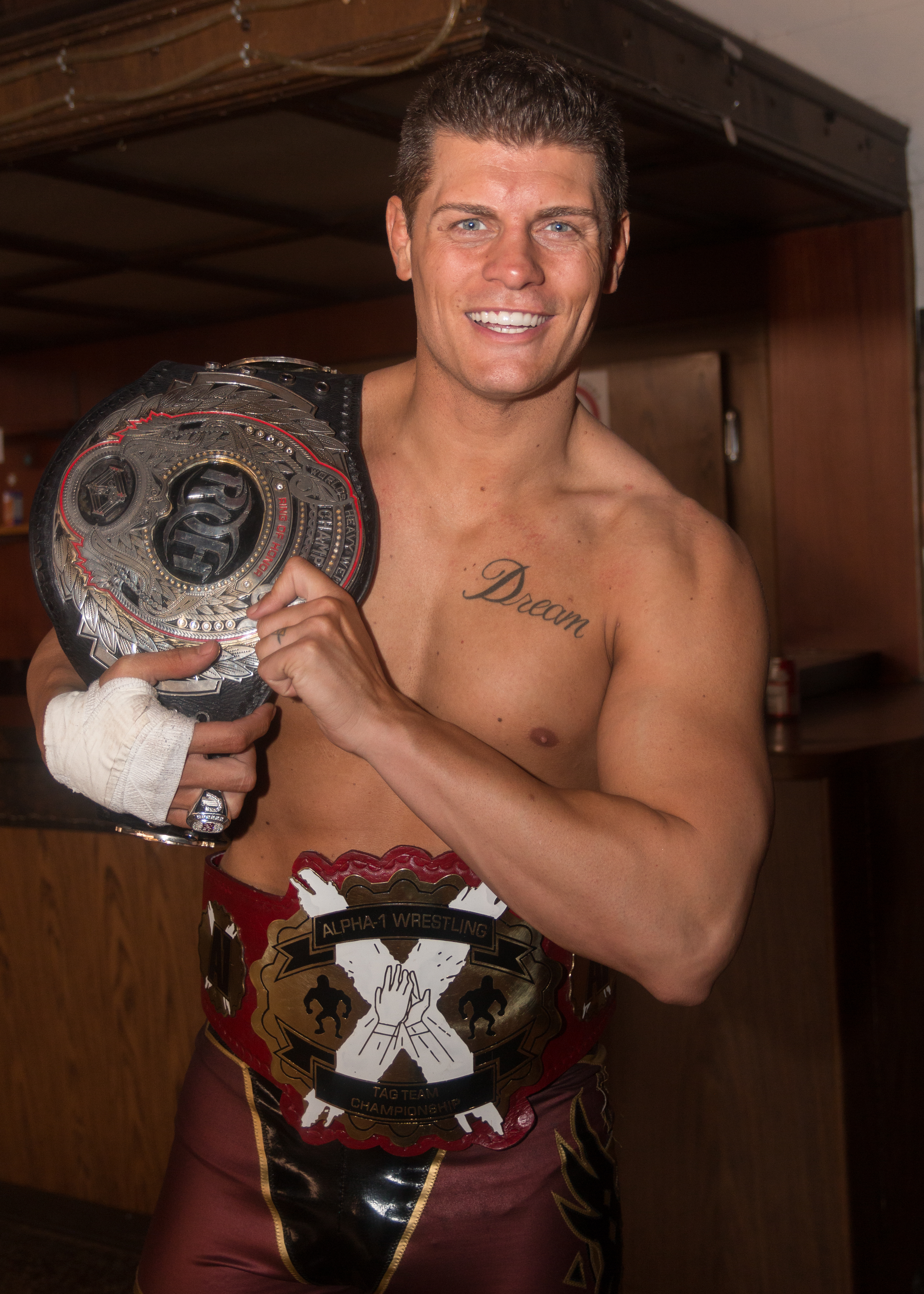
ROH世界王者時代

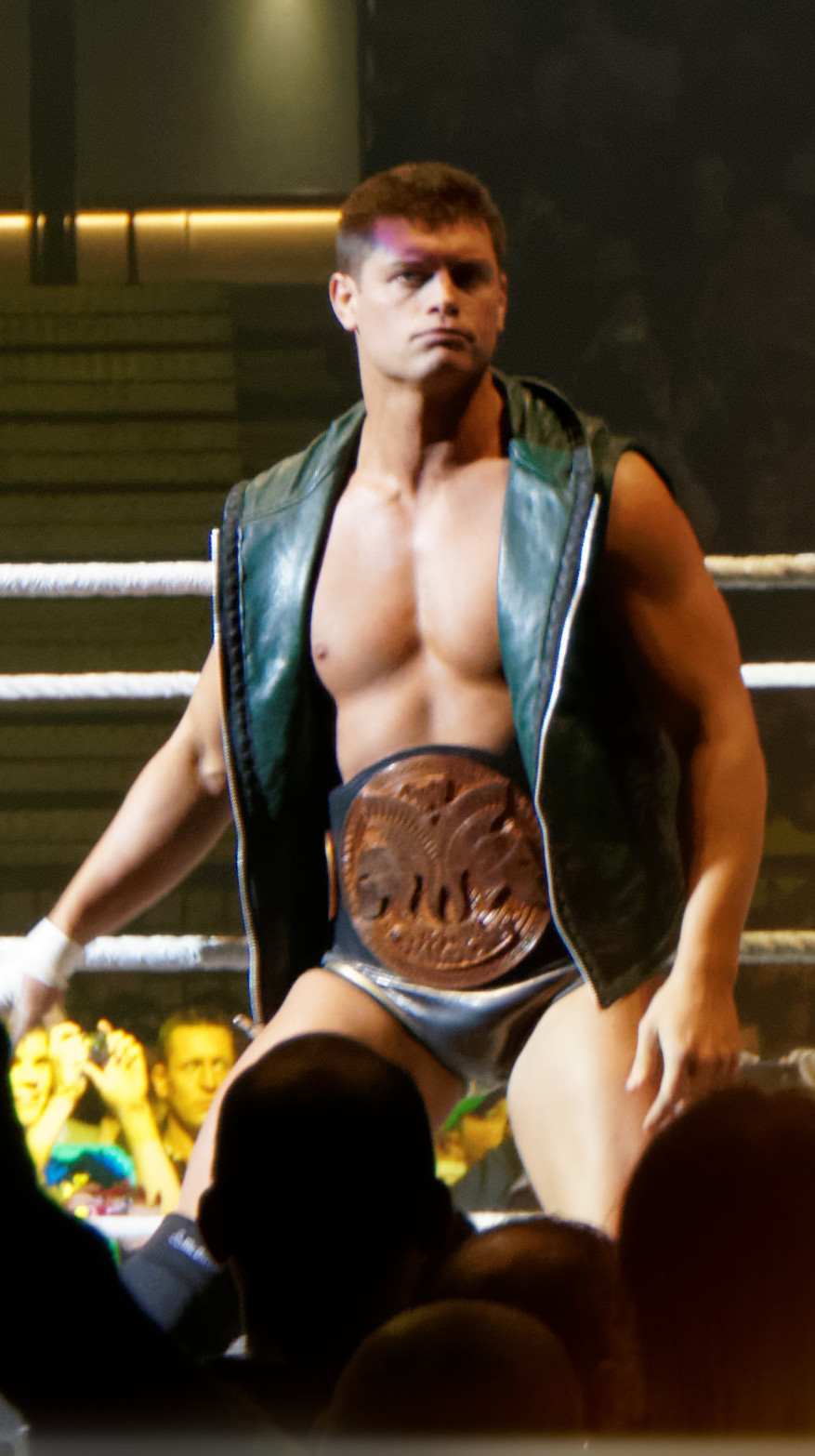
世界タッグ王座

- WWE世界タッグ王座 : 3回（w / ハードコア・ホーリー、テッド・デビアス×2）
- ロウ・タッグ王座 : 4回（w / ドリュー・マッキンタイア、ゴールダスト×2、ジェイ・ウーソ）
- スマックダウン・タッグ王座 : 1回（w / ジェイ・ウーソ）
- ロイヤルランブル 優勝 （2023年、2024年）
- キング・オブ・ザ・リング 優勝（2025年）
- トリプルクラウン 達成（2024年）

AEW
- AEW TNT王座 （初代、3代）

新日本プロレス
- IWGP USヘビー級王座（第4代）

ROH
- ROH世界王座（第27代）

NWA
- NWA世界ヘビー級王座（第131代）

OVW
- OVWヘビー級王座
- OVW TV王座
- OVW南部タッグ王座 : 2回

GFW
- GFWネクスジェン王座 : 1回

WCPW
- WCPWインターネット王座 : 1回

## 入場曲
- Kingdom - 2024年現在使用中
- Written in the Stars
- Smoke & Mirrors（Jim Johnston/Emphatic）
- Gold and Smoke
- Smoke & Mirrors（Ugly）
- Only One Can Judge
- Smoke & Mirrors（TV/TV）
- Out To Kill
- Priceless
- It's a New Day

## 人物
2024年2月18日、トランスジェンダーを表す旗を持ちながら観客と撮った写真に「レスリングは皆のものだ」とキャプションを付けて投稿、称賛を浴びた。